# 桑特圣伯多禄主教座堂
桑特圣伯多禄主教座堂 (Cathédrale Saint-Pierre de Saintes) 是一座罗马天主教 教堂，位于法国新阿基坦大区濱海夏朗德省桑特。
该堂原为桑特教区的主教座堂。1801年教区撤销，大部分改属天主教拉罗谢尔教区。
前一座罗马式教堂建于12世纪，现在仅存少量留存。从1450年开始，教堂完全重建，到1568年仍未完成，那时在法国宗教战争, 期间，该地区遭受了特别严重的苦难，更正教的洗劫造成严重的破坏，使中殿随后不得不完全重建。内部缺少装饰。木制天花板，完成于1927年。
缺乏资源意味着完全重建从未实现。例如，塔的厚重外观是由于缺乏尖顶，现在的圆顶是一个较为经济的替代。

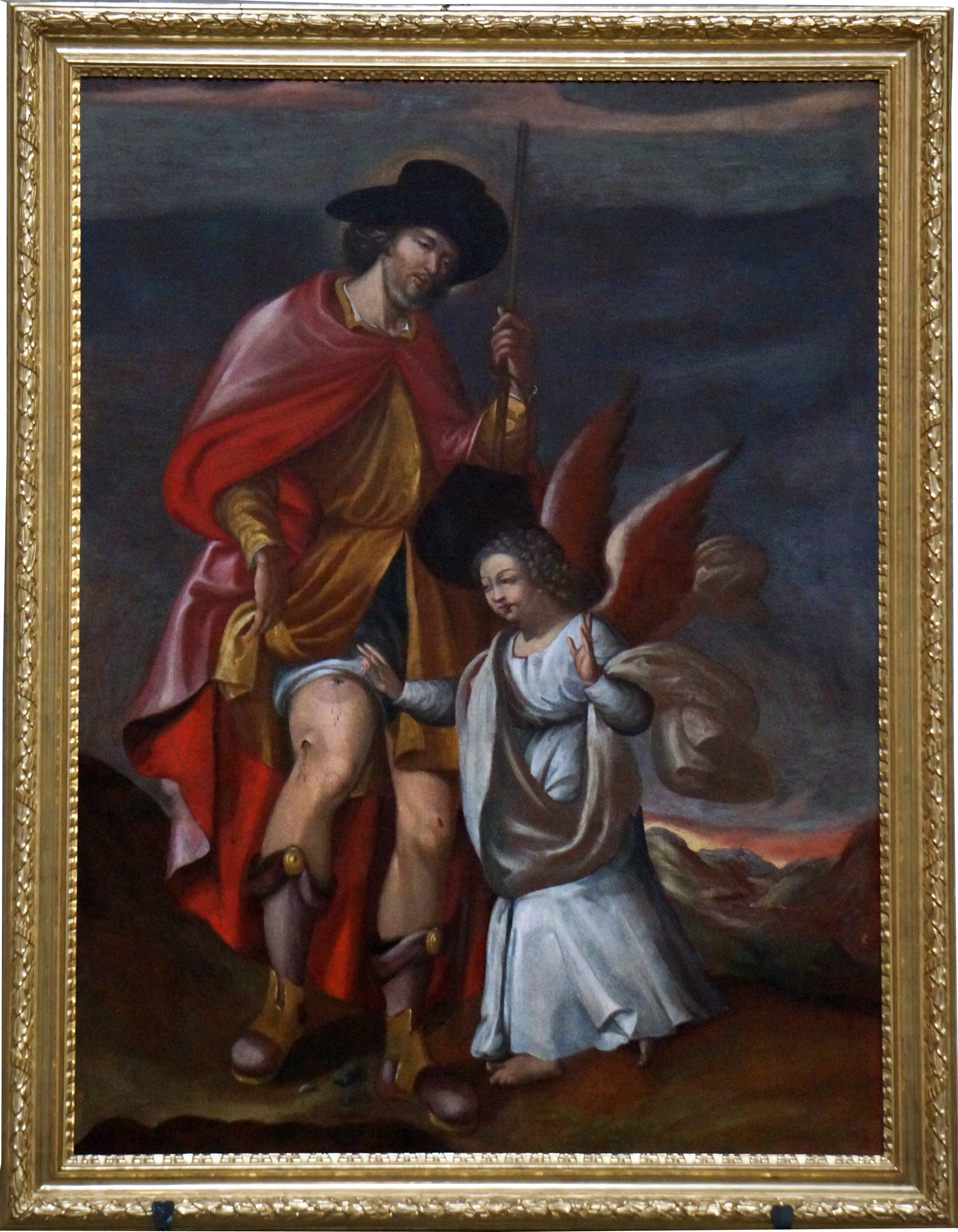
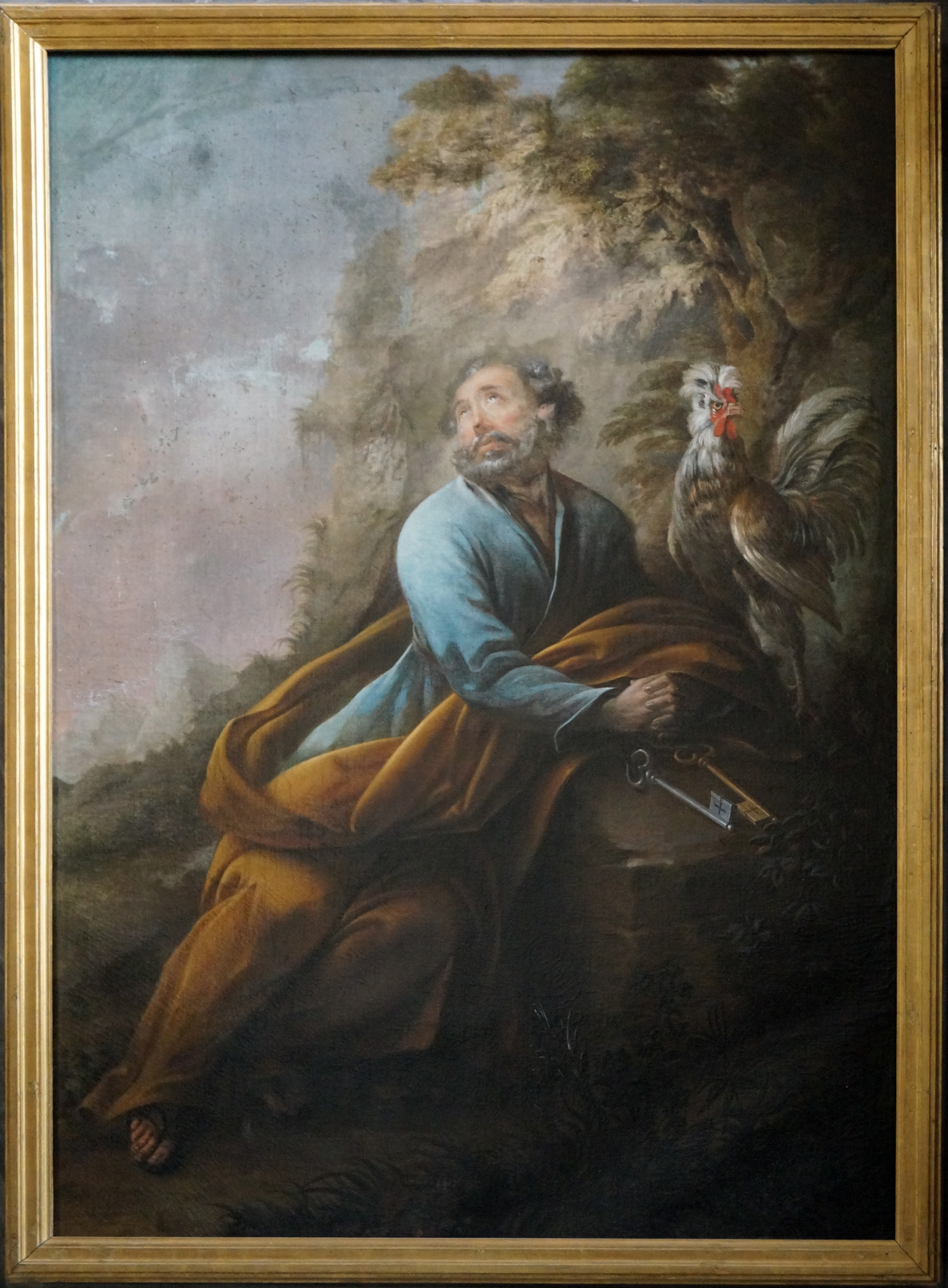
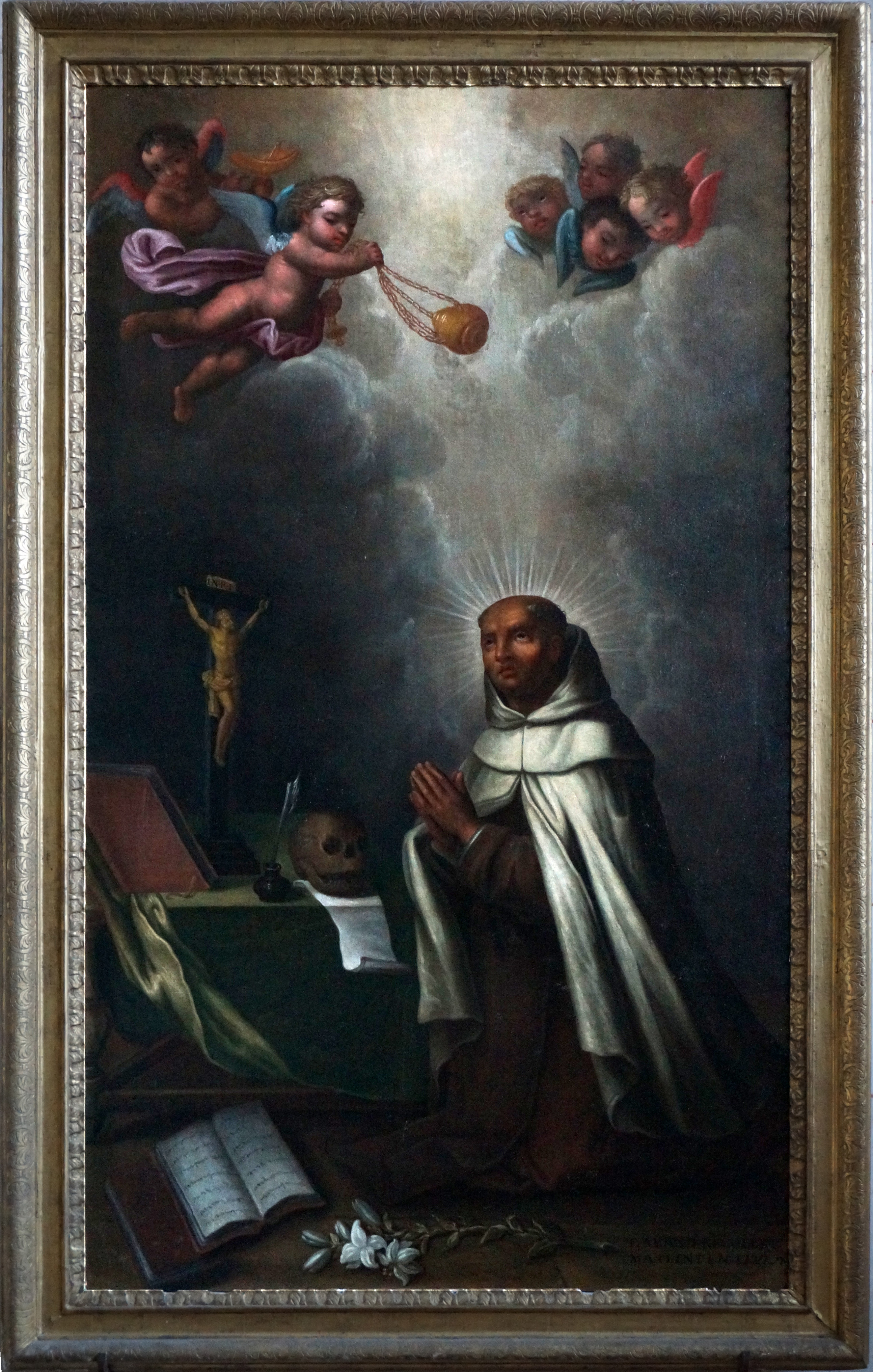
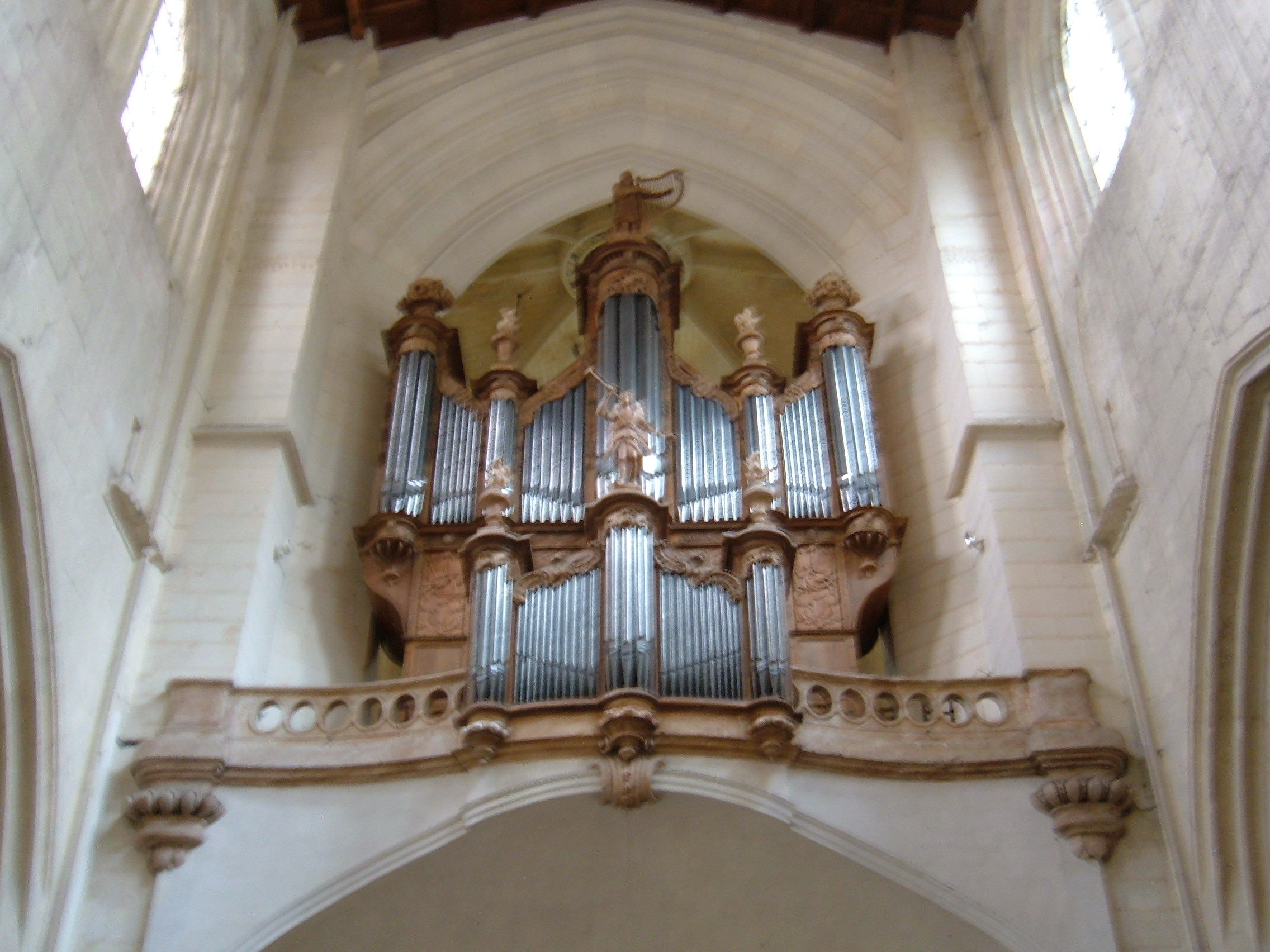
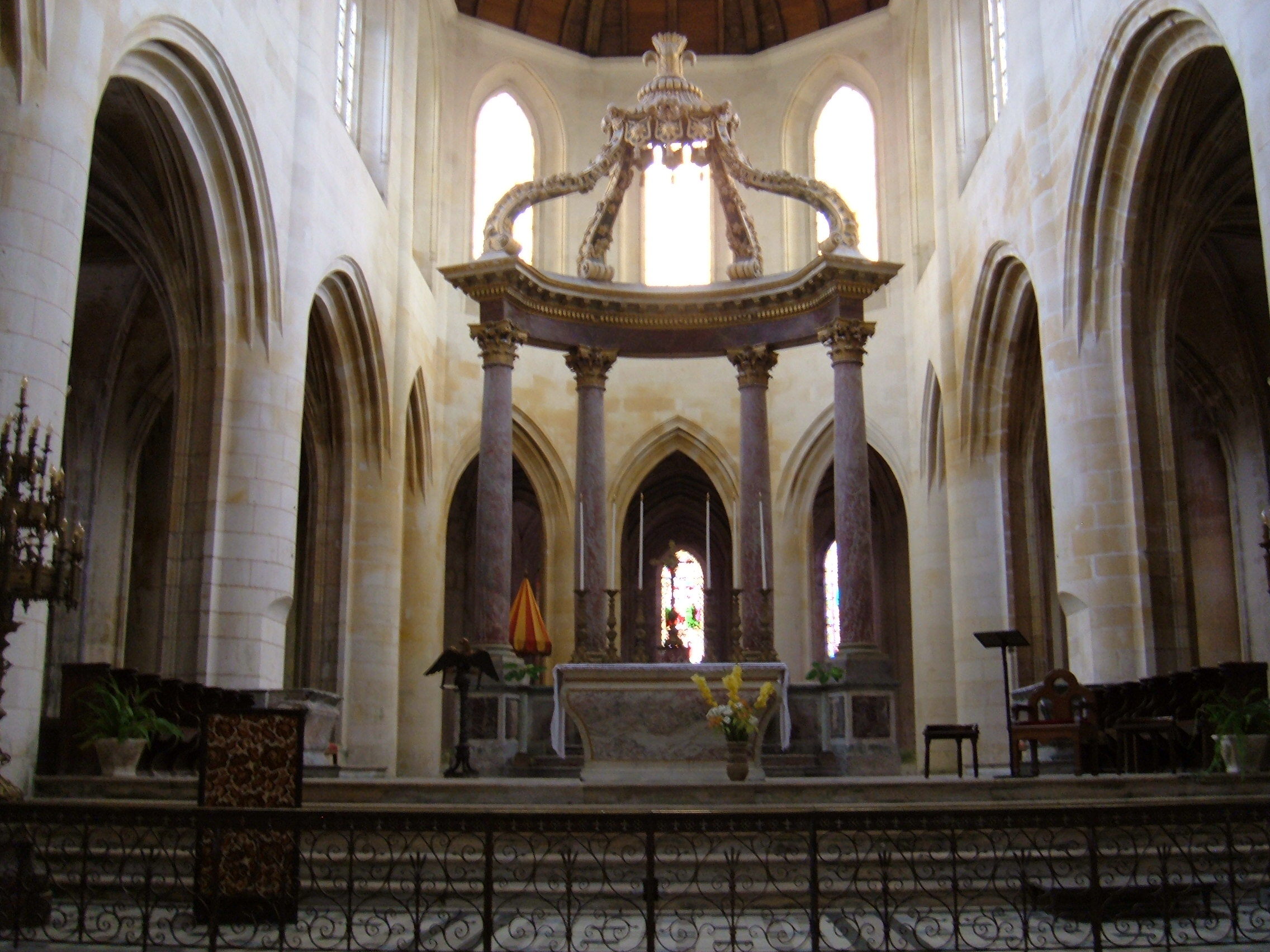
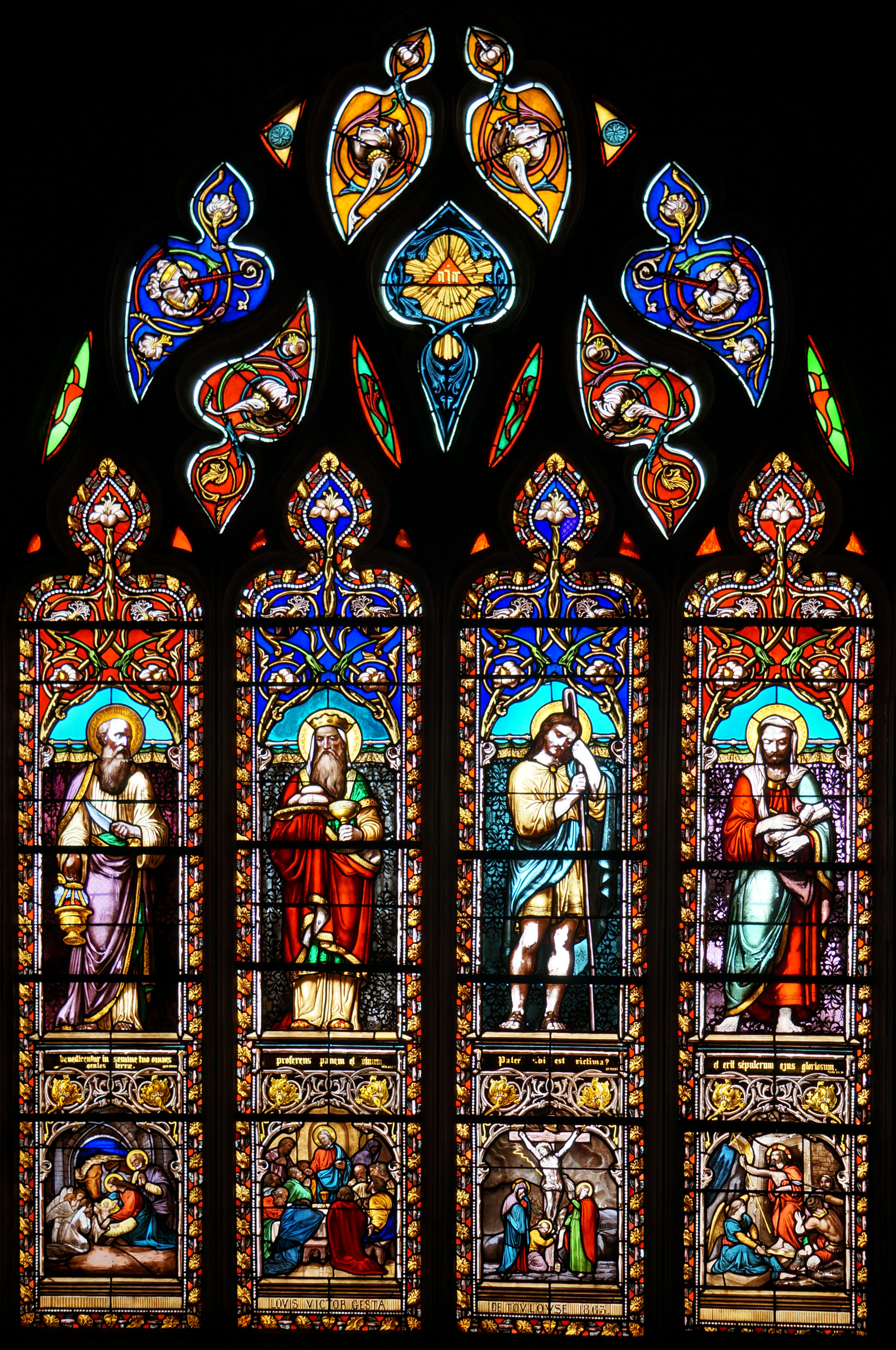